# Lüttich–Bastogne–Lüttich 1970
Lüttich-Bastogne-Lüttich 1970 war die 56. Austragung von Lüttich–Bastogne–Lüttich, eines eintägigen Straßenradrennens. Es wurde am 17. April 1970 über eine Distanz von 235 km ausgetragen. Sieger des Rennens wurde von Roger De Vlaeminck vor Frans Verbeeck und Eddy Merckx.

## Teilnehmende Mannschaften
| Profi-Radsportteams (12)- Flandria-Mars - Geens-Watney - Faemino-Faema - Dr. Mann-Grundig - Fagor-Mercier-Hutchinson - Sonolor-Lejeune - Caballero-Laurens - BiC - Willem II-Gazelle - Peugeot-BP-Michelin - Hertekamp-Magniflex - Batavus-Alcina-Continental |
| |

## Ergebnis
| Rank | Rider               | Team                 | Time       |
| ---- | ------------------- | -------------------- | ---------- |
| 1    | Roger De Vlaeminck  | Flandria-Mars        | 7h 02' 00" |
| 2    | Frans Verbeeck      | Geens-Watney-Diamant | + 12"      |
| 3    | Eddy Merckx         | Faemino-Faema        | gl. Zeit   |
| 4    | Erik De Vlaeminck   | Flandria-Mars        | gl. Zeit   |
| 5    | Georges Pintens     | Dr. Mann-Grundig     | gl. Zeit   |
| 6    | Herman Van Springel | Dr. Mann-Grundig     | gl. Zeit   |
| 7    | Willy In ’t Ven     | Dr. Mann-Grundig     | + 4' 10"   |
| 8    | Raymond Poulidor    | Fagor-Mercier        | gl. Zeit   |
| 9    | Italo Zilioli       | Faemino-Faema        | gl. Zeit   |
| 10   | Lucien Van Impe     | Sonolor-Lejeune      | gl. Zeit   |